# Влада Федерације Босне и Херцеговине
Влада Федерације Босне и Херцеговине је извршни орган Федерације Босне и Херцеговине и има све извршне надлежности осим оних предвиђених за предсједника и потпредсједнике Федерације.
Сједиште Владе Федерације је у Сарајеву, а министарства су размјештена још и у Мостару.

## Надлежности
Према Уставу Федерације Босне и Херцеговине установљена је подјела извршних надлежности између предсједника Федерације, потпредсједника Федерације, премијера, замјеника премијера и министара.
Премијер је надлежан за: спровођење политике и извршавање закона федералне власти, укључујући обезбјеђивање извршавања одлука судова Федерације; предлагање смјењивања предсједника Федерације; предлагање и давање препорука из области законодавства и припремање буџетских предлога Парламенту Федерације Босне и Херцеговине.
Замјеници премијера надлежни су за: вршење дужности министра; помагање премијеру у спровођењу политике и извршавању закона; одлучивање да ли ће затражити мишљење Уставног суда Федерације Босне и Херцеговине и вршење дужности премијера кад овај није у могућности да обавља своју функцију или када је мјесто премијера упражњено док нови премијер не преузме функцију.
Сваки министар је надлежан за: спровођење федералне политике и извршавање федералних закона из оквира надлежности свог министарства или извршавања задатака које му одреди премијер; руковођење, координирање и надзирање активности свог министарства; издавање упутстава, инструкција, наредаба и доношење прописа; помагање премијеру у спровођењу федералне политике и извршавању закона Федерације Босне и Херцеговине итд.

## Састав
Владу Федерације чине предсједник Владе (премијер) и шеснаест министара. Осам министара су Бошњаци, пет министара Хрвати и три министра Срби. Једног министра из реда Осталих може именовати премијер из квоте најбројнијег конститутивног народа. Из реда министара именују се два замјеника премијера из различитих конститутивних народа у односу на предсједника.
Предсједник Федерације Босне и Херцеговине, уз сагласност оба потпредсједника, именује Владу након консултација са премијером или кандидатом за премијера. Влада је изабрана ако њено именовање већином гласова потврди Представнички дом Парламента Федерације Босне и Херцеговине.
Влада се може смијенити одлуком предсједника Федерације уз сагласност потпредсједника или изгласавањем неповјерења у сваком од домова Парламента Федерације Босне и Херцеговине. Предсједник Федерације смјењује министре на предлог премијера.

## Министарства
Министарства Федерације Босне и Херцеговине су сљедећа:
1. Федерално министарство енергије, рударства и индустрије
2. Федерално министарство за питања бораца и инвалида одбрамбено-ослободилачког рата
3. Федерално министарство здравства
4. Федерално министарство културе и спорта
5. Федерално министарство образовања и науке
6. Федерално министарство околиша и туризма
7. Федерално министарство пољопривреде, водопривреде и шумарства
8. Федерално министарство правде
9. Федерално министарство промета и комуникација
10. Федерално министарство просторног уређења
11. Федерално министарство рада и социјалне политике
12. Федерално министарство развоја, подузетништва и обрта
13. Федерално министарство расељених особа и избјеглица
14. Федерално министарство трговине
15. Федерално министарство унутрашњих послова
16. Федерално министарство финансија